# Ekologická katastrofa

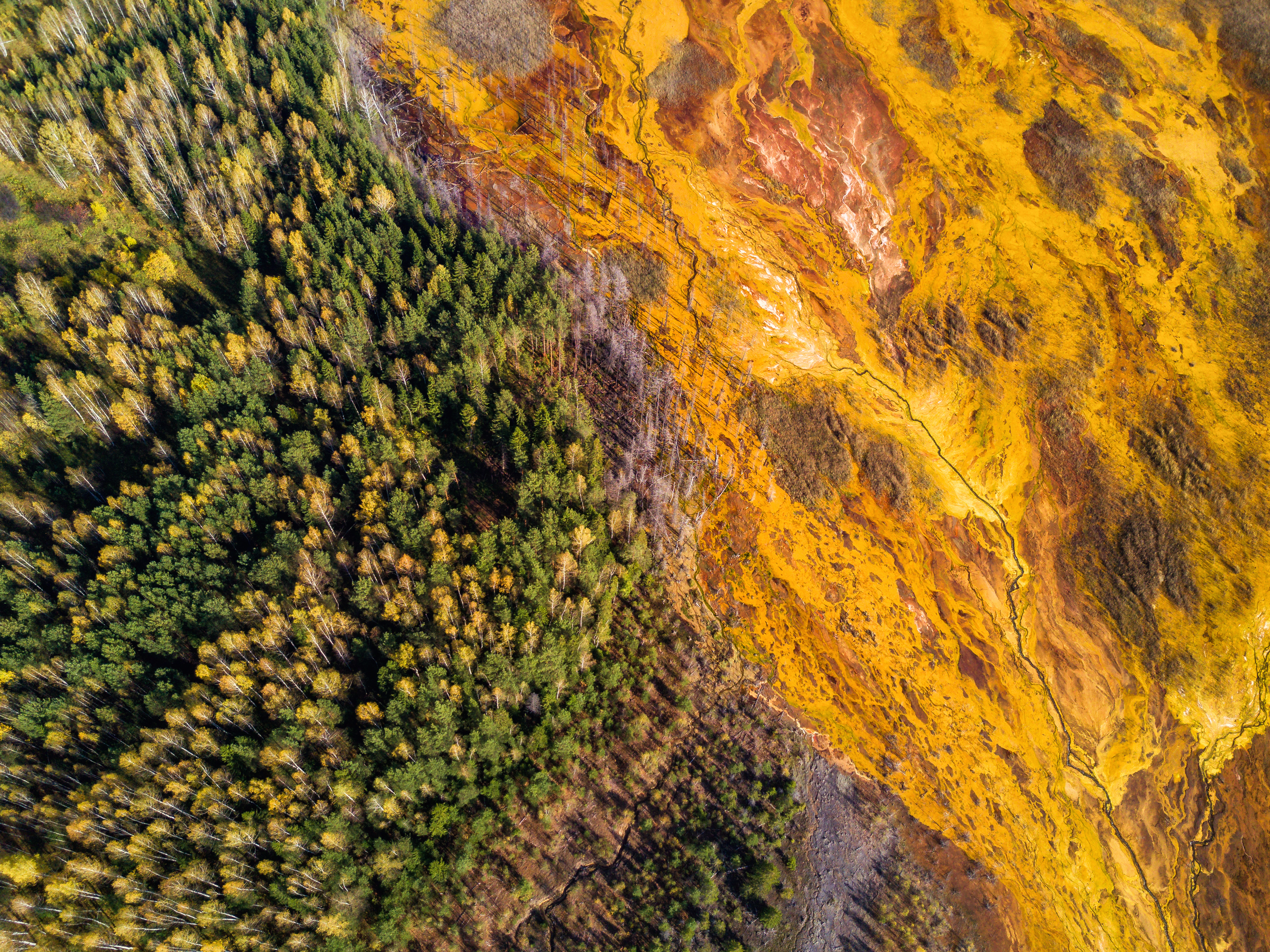
Ekologická katastrofa

Ekologická katastrofa je definovaná jako situace, při níž dojde k narušení rovnováhy živého systému. Podmínky biologické reprodukce v systému zanikají. K tomu může dojít jednorázovým extrémním zásahem (např. úniky ropy) nebo tzv. “plíživě“ – dlouhodobým působením stresorů, kdy se systém postupně ocitá ve stádiu vyčerpání. Mezi tyto stresory patří např. šíření pouští, větrné smrště – hurikány, tornáda, uragány. Pojem ekologické katastrofy je sice všeobecně srozumitelný, ale horší je to s přesným vymezením látky a pochopením samotného významu.
Rozděluje se na dvě části – přírodní a antropogenní (způsobená člověkem).